# 太慈桥站
太慈橋站是贵阳轨道交通3号线的地铁车站，位于中华人民共和国贵州省贵阳市南明区太金路与中山南路交叉口，于2023年12月16日开通。

## 车站结构
太慈橋站呈東南-西北向设置，为地下二层岛式站台车站，地下一层为站厅层，地下二层为站台层。
| 地面              | 出入口 | A、B、C出入口 |
| 地下一层          | 站厅   | 客服中心、自动售票机、验票机                                                                                        |
| 地下二层          | 站台   | \| \| \| █ 3号线往洛湾（五里沖） \| \| 島式 · 開左邊车门 \| \| \| \| \| \| █ 3号线往桐木岭（省委党校）（皂角井） \| |
|                   |        | █ 3号线往洛湾（五里沖）                                                                                             |
| 島式 · 開左邊车门 |        | |
|                   |        | █ 3号线往桐木岭（省委党校）（皂角井）                                                                               |

## 车站出口
太慈橋站共设3个出口，各出口及周围设施如下所示：
| 编号                | 出入口信息 | 照片 | 无障碍设施 |
| ------------------- | ---------- | ---- | ---------- |
| A · 出口 · （设有） |            |      |            |
| B · 出口            |            |      | 不適用     |
| C · 出口            |            |      | 不適用     |
| 图例： 设有         |            |      |            |

## 车站历史
本站建设时期工程名为太慈橋站，开通前正式確定維持原站名。
- 2023年12月16日，车站随3号线一期工程通车开通[2]。